# El Bruguer (Vilanova de Sau)
El Bruguer és un monument del municipi de Vilanova de Sau (Osona) inclòs en l'Inventari del Patrimoni Arquitectònic Català.

## Descripció
És una masia d'estructura un xic complexa. És de planta rectangular coberta a la part esquerra a un únic vessant i a la part dreta, un xic més enlairada, és coberta a dos vessants, amb el vessant dret més prolongat. El portal d'entrada és orientat a llevant. En un angle recte amb el cos de la casa hi ha un cos de galeries amb la part baixa destinada al bestiar i la part superior, sostinguda per pilars de pedra, amb galeries. Al davant del cos esquerre hi ha un cobert, el mur del qual continua per tancar la lliça, a la qual s'accedeix mitjançant un portal rectangular. És construïda amb pedra de color rogenc. L'estat de conservació és bo, encara que hagi perdut les funcions agrícoles.
Al costat hi ha una Herbera, una construcció rectangular, coberta a dos vessants amb el carener paral·lel a la façana, orientada cap a migdia. El vessant d'aquest costat és més curt que l'altre. Està dividida horitzontalment en dos pisos mitjançant una gran llinda de fusta i el terra empostissat. A llevant hi ha dues finestres tapiades i un portal a nivell del primer pis. A ponent hi ha una altra obertura tapiada i la banda de tramuntana és cega. És construïda amb pedra rogenca i els carreus dels angles són grossos i ben escairats. L'estat de conservació és bo. Duu la data de 1733, possiblement la data de construcció.

## Història
Antic mas dins la demarcació del primitiu terme de Sau, avui englobat al terme de Vilanova de Sau. Es troba registrat al fogatge de 1553 de la parròquia i terme de Sau. Habitava el mas Gabrial Bruguer. Els propietaris actuals són els de la Calveria, antic mas del terme de Sant Julià de Vilatorta.